# Fynn Voigt
Fynn Voigt (* 1999 in Bremerhaven) ist ein deutscher Politiker (FDP) und seit 2023 Mitglied der Bremischen Bürgerschaft.

## Biografie
Voigt wuchs in Schiffdorf bei Bremerhaven auf. Nach dem Abitur in Bremerhaven nahm er an der Universität Bremen ein Studium der Wirtschaftswissenschaften (Schwerpunkt Finanzen) auf.

### Politik
Voigt war von Oktober 2021 bis November 2023 Landesvorsitzender der Jungen Liberalen Bremen. Zuvor war seit 2019 Mitglied im Landesvorstand der Jungen Liberale Bremen. Bei der FDP Bremen leitet er den Landesfachausschuss Bau und Verkehr. Seit 2020 ist er Mitglied im Landesvorstand der FDP.
Bei der Bürgerschaftswahl in Bremen 2023 erhielt er über Platz 4 der Wahlbereichsliste Bremen ein Abgeordnetenmandat in der Bremischen Bürgerschaft. Er ist der jüngste Abgeordnete in der 21. Wahlperiode der Bremischen Bürgerschaft.